# 88611 Teharonhiawako
88611 Teharonhiawako este o planetă minoră (Cubewano) din Obiect transneptunian. A fost descoperită pe 20 august 2001 la Observatorio de Cerro Tololo⁠(d) de Deep Ecliptic Survey⁠(d) și a fost numită după Taryenyawagon⁠(d). 
Obiectul prezintă o orbită caracterizată de o semiaxă mare de 44,260111381443 de UAi, o excentricitate de 0,027, o înclinație de 2,6 ° în raport cu ecliptica.